# 18º Reggimento bersaglieri
Il 18º Reggimento Bersaglieri è stata un'unità del Regio Esercito Italiano e poi dell'Esercito Italiano di stanza come sua ultima sede a Cosenza.

## Storia

### Dalle origini alla seconda guerra mondiale
Il 18º reggimento bersaglieri è stato costituito essenzialmente sulla base del Deposito del 12º Reggimento bersaglieri il 31 gennaio 1917 con i Battaglioni LXVII, LXVIII e LXIX di nuova formazione nel corso della prima guerra mondiale distinguendosi subito nella difesa del Piave, dove, nei pressi di Fagaré, guadagnò la più alta onorificenza militare: la Medaglia d'oro al valor militare e poi l'Ordine militare di Savoia.
Al termine del conflitto venne sciolto il 31 dicembre 1919, per essere ricostituito, con i suoi battaglioni originari LXVII, LXVIII e LXIX, il 1º aprile 1935, dai depositi reggimentali, per rimpiazzare nei ranghi del Regio Esercito il 3º Reggimento bersaglieri destinato alla campagna d'Etiopia. Alla fine della campagna il reggimento venne nuovamente sciolto il 31 dicembre 1936.
Durante la seconda guerra mondiale il 18º bersaglieri venne ricostituito il 1º febbraio 1942 presso il deposito del 5º Reggimento bersaglieri a Siena, come Reggimento esplorante corazzato, con la denominazione 18° R.E.Co. bersaglieri e sede del comando reggimentale a Milano.
Il 18° R.E.Co. aveva alle sue dipendenze il I gruppo esplorante costituito da 1ª Compagnia autoblindo, 2ª e 3ª compagnia carri L40 e 4ª compagnia motociclisti e il II gruppo esplorante su 5ª Compagnia cannoni semoventi da 47/32 e 6ª Compagnia cannoni da 20mm contraerei. Dopo pochi giorni le due compagnie carri L40 vennero cedute per la costituzione del LXVII battaglione, ufficialmente formato a Siena il 25 febbraio del 1942, le cui vicende si distaccarono da quelle del 18°, per essere inviato sul fronte russo con il XIII Gruppo semoventi "Alessandria", inquadrato nella 3ª Divisione Celere "Principe Amedeo Duca d'Aosta" e successivamente II Corpo d'armata, combattendo sul Don e dal 21 dicembre, fu impegnato a coprire la ritirata della Divisione "Ravenna" a Voronež.
Il 15 aprile i due battaglioni del 18° RECo presero il numerico di LXVIII e LXIX con il preesistente LXVIII battaglione motociclisti del 1º Raggruppamento Celere che divenne LXXI battaglione motociclisti.
Il 3 gennaio 1943 il Reggimento venne assegnato alla 4ª Armata dislocata in Provenza con compiti di presidio nei dintorni di Tolone, in vista di possibili sbarchi nemici.
Dopo gli avvenimenti del 25 luglio 1943 il reggimento venne fatto rientrare a Torino, ma già in precedenza l'organico aveva ceduto la 1ª compagnia blindata, che era andata a rinforzare come 7ª compagnia, il 10º Raggruppamento celere bersaglieri in Corsica, reparto, a livello reggimentale, costituito con battaglioni distaccati da depositi e reggimenti e messi a disposizione del VII Corpo d'armata in Corsica e costituito nel novembre 1942 in seguito all'occupazione della Corsica e che in seguito alle vicende armistiziali avrebbe preso parte alla liberazione della Corsica dai tedeschi.
Nei primi giorni di settembre del 1943 il reggimento iniziò il movimento di rientro in ferrovia verso il Lazio per essere destinato al Corpo d'armata motocorazzato alle dipendenze della Divisione corazzata "Centauro", interessata alla difesa di Roma.
Nella giornata dell'8 settembre il 18º Reggimento bersaglieri si trovava ancora sui treni in trasferimento. A Firenze erano fermi il LXIX battaglione al completo, metà della 3ª Compagnia carri L6 e la 4ª Compagnia moto. Gli altri reparti a metà strada o alle porte nord di Roma si unirono all'Divisione corazzata "Ariete II" nella difesa della capitale. Dal penultimo treno, su cui viaggiavano la compagnia comando reggimentale e i servizi, i bersaglieri sbarcarono a Bassano in Teverina presso Orte il pomeriggio dell'8 ricongiungendosi agli altri a Settecamini. Quando la sera giunse la notizia dell'armistizio firmato con gli alleati i reparti fermi a Firenze parteciparono ai primi scontri con i tedeschi già a Firenze e dopo aver scaricato i mezzi dal treno nel pomeriggio del 9 settembre presero parte ai combattimenti contro i tedeschi al passo della Futa.
I reparti che si trovavano nei dintorni di Roma nella notte del 9 settembre sbarrarono l'accesso da Tivoli scontrandosi coi tedeschi nella mattinata successiva. Il 18° RECO bersaglieri dalla mattina del 10 settembre venne inquadrato nell'"Ariete II" che aveva perso il R.E.Co. "Montebello", che era stato annientato dai tedeschi nei combattimenti in difesa della capitale. Nel pomeriggio con altri elementi della divisione attaccarono i tedeschi a Porta San Sebastiano, Porta San Paolo e alla passeggiata Archeologica. Ritiratosi a Settecamini il 18° Reco bersaglieri subì un attacco aereo da parte di JU 87 tedeschi e la mattina dell'11 settembre, con il comandante ferito, il reparto si disperse dopo aver sabotato i mezzi e venne sciolto.

### Comandanti
Prima guerra mondiale
- Colonnello Augusto Boinaghi, dal 31 gennaio all'8 giugno 1917
- Tenente colonnello Ettore Pedrocchi, dal 9 giugno al 24 agosto 1917 (caduto sul campo).
- Colonnello Filippo Zamboni, dal 25 agosto 1917 al termine della guerra

Seconda guerra mondiale
- Colonnello Alberto Forneris
- Colonnello Manlio Alessi

### 67º Battaglione bersaglieri "Fagaré"
Nel 1963 il IV Battaglione bersaglieri venne ricostituito nella sede di Persano e inquadrato nel ricostituito 3º Reggimento fanteria corazzato, erede del 3º Reggimento fanteria carrista, articolato su IV Battaglione bersaglieri equipaggiato con VTT M113, IX Battaglione carri su carri medi M47 e Compagnia bersaglieri controcarri su M106 e inquadrato nella Divisione fanteria "Granatieri di Sardegna".
Con la ristrutturazione dell'Esercito Italiano del 1975, che aboliva il livello reggimentale, il 1º novembre 1975 il IV Battaglione bersaglieri, reso autonomo prese la denominazione di 67º Battaglione bersaglieri "Fagaré", cui vennero affidate le tradizioni e la Bandiera del 18º Reggimento bersaglieri e posto alle dirette dipendenze della Brigata motorizzata "Pinerolo".
Il 67º Battaglione bersaglieri "Fagaré" ha preso parte, fra il novembre 1980 e il marzo 1981, alle operazioni di soccorso in favore delle popolazioni dell'Irpinia colpite dal terremoto del novembre 1980.
Dal 1º luglio 1991 il 67º Battaglione bersaglieri "Fagaré" venne posto alle dipendenze della 8ª Brigata bersaglieri "Garibaldi", trasferita dal Friuli in Campania e tra il 1992 e il 1993 ha partecipato all'operazione "Vespri Siciliani" per il contrasto della criminalità organizzata in Sicilia.

### La ricostituzione
Il 10 settembre 1993 nell'ambito del riordinamento della Forza Armata, che ristabiliva il livello reggimentale, abolito nel 1975, il 67º battaglione perdeva la propria autonomia e veniva inquadrato nel 18º Reggimento bersaglieri, ricostituito nella sede della Caserma "Settino" di Cosenza.
Il Reggimento è stato impiegato nel 1994–95 nell'Operazione Riace contro la 'Ndrangheta.
Dal 1996 al 2004 il reggimento ha preso parte alle missioni di pace in Albania, Bosnia ed Erzegovina, Macedonia, Kosovo ed Iraq e per essersi distinto nelle missioni di pace in Kosovo ed in Iraq gli sono state conferite due medaglie d'oro al valor dell'esercito.
Il 1º gennaio 2005, il 18º reggimento bersaglieri ha cambiato denominazione divenendo 1º Reggimento Bersaglieri.
La bandiera del 18º reggimento bersaglieri è custodita presso il Sacrario delle bandiere del Vittoriano in Roma.

## Insegne
- Il Reggimento indossava il fregio dei Bersaglieri in metallo di colore oro: bomba da granatiere con fiamma a sette lingue, cornetta da cacciatore e due carabine intrecciate. A differenza dei trofei delle altre armi, dove la fiamma sale dritta, quella del Bersagliere è inclinata, fuggente, quasi a rappresentare la corsa, l'assalto… la vita e la generosità.
- Le mostrine del Reggimento erano le fiamme a due punte di colore cremisi; alla base della mostrina si trova la stella argentata a 5 punte bordata di nero, simbolo delle forze armate italiane.

## Festa del reggimento
- La festa del reggimento come per tutti i reggimenti bersaglieri, cade il 18 giugno, anniversario della costituzione della specialità (1836).